# Euphorbia arnottiana
Euphorbia arnottiana es una especie fanerógama perteneciente a la familia de las euforbiáceas. Es endémica de las Islas Hawái en los Estados Unidos.

## Taxonomía
Euphorbia arnottiana fue descrita por Stephan Ladislaus Endlicher y publicado en Annalen des Wiener Museums der Naturgeschichte 1: 184. 1836.
Etimología
Euphorbia: nombre genérico que deriva del médico griego del rey Juba II de Mauritania (52 a 50 a. C. - 23), Euphorbus, en su honor – o en alusión a su gran vientre –  ya que usaba médicamente Euphorbia resinifera. En 1753 Carlos Linneo asignó el nombre a todo el género.
arnottiana: epíteto otorgado en honor del  botánico escocés George Arnott Walker Arnott (1799 - 1868).
Sinonimia
- Anisophyllum virgatum Klotzsch & Garcke
- Chamaesyce arnottiana (Endl.) O.Deg., I.Deg. & Croizat
- Chamaesyce hookeri Arthur
- Euphorbia arnottiana var. integrifolia (Hillebr.) H.St.John
- Euphorbia coriariifolia Boiss.
- Euphorbia hillebrandii var. palikeana O.Deg. & Sherff
- Euphorbia hillebrandii var. waimanoana Sherff
- Euphorbia hookeri Steud.
- Euphorbia hookeri var. integrifolia Hillebr.[5]